# Esther Greisheimer
 (avril 2020).
Esther M. Greisheimer (née le 31 octobre 1891 et décédée en 1982) est une scientifique et chercheuse américaine.

## Biographie
Greisheimer est née le 31 octobre 1891 à Chilicothe dans l'état de l'Ohio aux États-Unis. Elle est titulaire d'un baccalauréat universitaire de l'université de l'Ohio obtenu en 1914, d'un master de physiologie générale de l'université Clark obtenu en 1916, d'un doctorat en physiologie humaine et en biochimie de l'université de Chicago obtenu en 1919 et d'un master de l'université du Minnesota obtenu en 1923. Elle devient médecin et chirurgienne en 1924.
Elle fait une carrière académique les cinquante années suivantes à l'université du Minnesota, au collège médical de Pennsylvanie Drexel et à l'école de médecine Lewis Katz à l'université du Temple (LKSOM) (en). Elle publie plus de 150 articles dans de nombreux revues scientifiques mais est surtout connue pour son ouvrage Physiology and Anatomy.
Elle était membre des sociétés honorifiques médicales Sigma Xi et Alpha Omega Alpha (en). En 1940, elle reçoit la médaille du mérite de l'université de l'Ohio pour ses contributions à la formation médicale. En 1980, Greisheimer est nommé au Temple de la renommée des femmes de l'Ohio (en).